# Ferrofluïdum

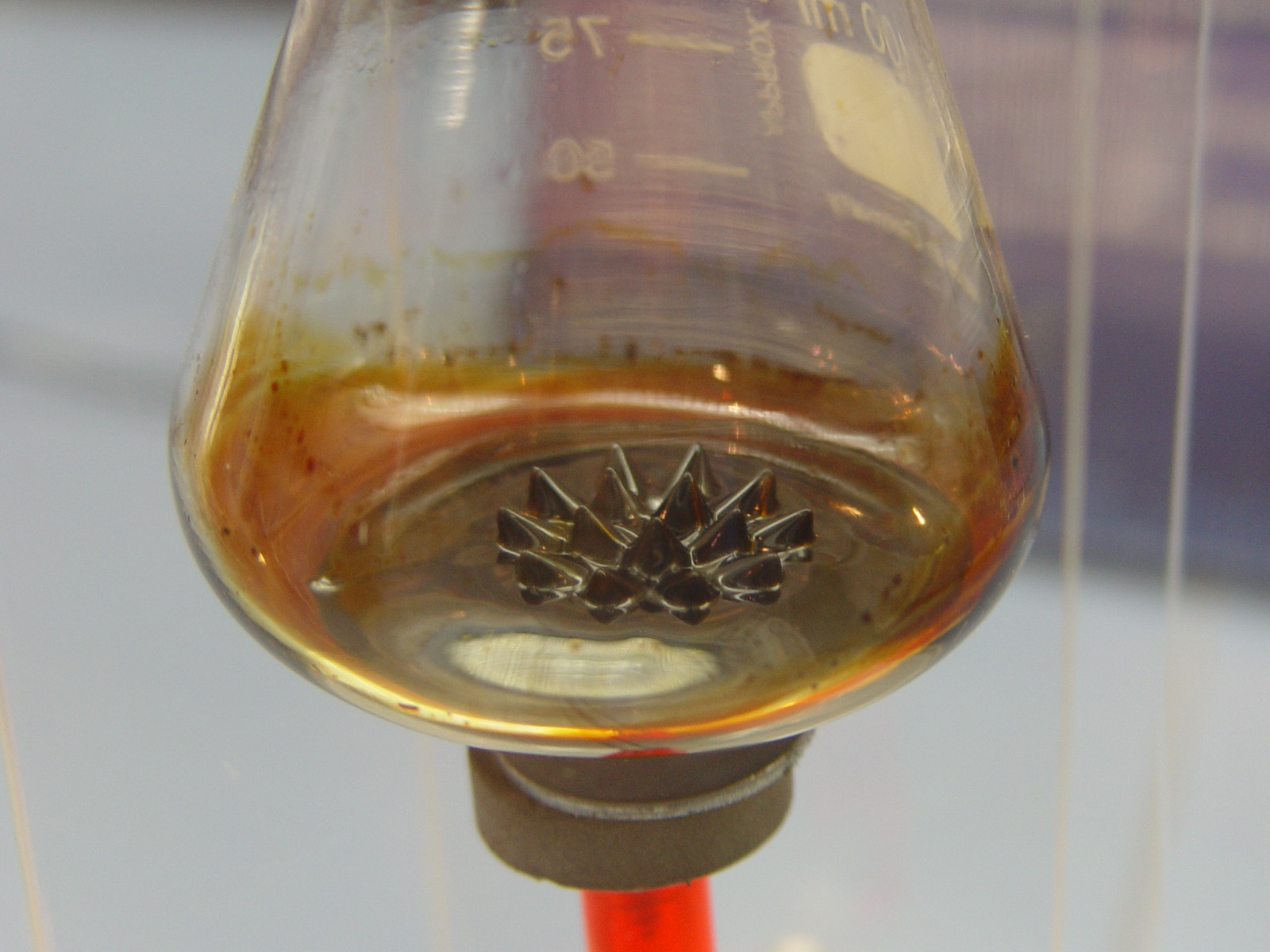
Ferrofluïdum

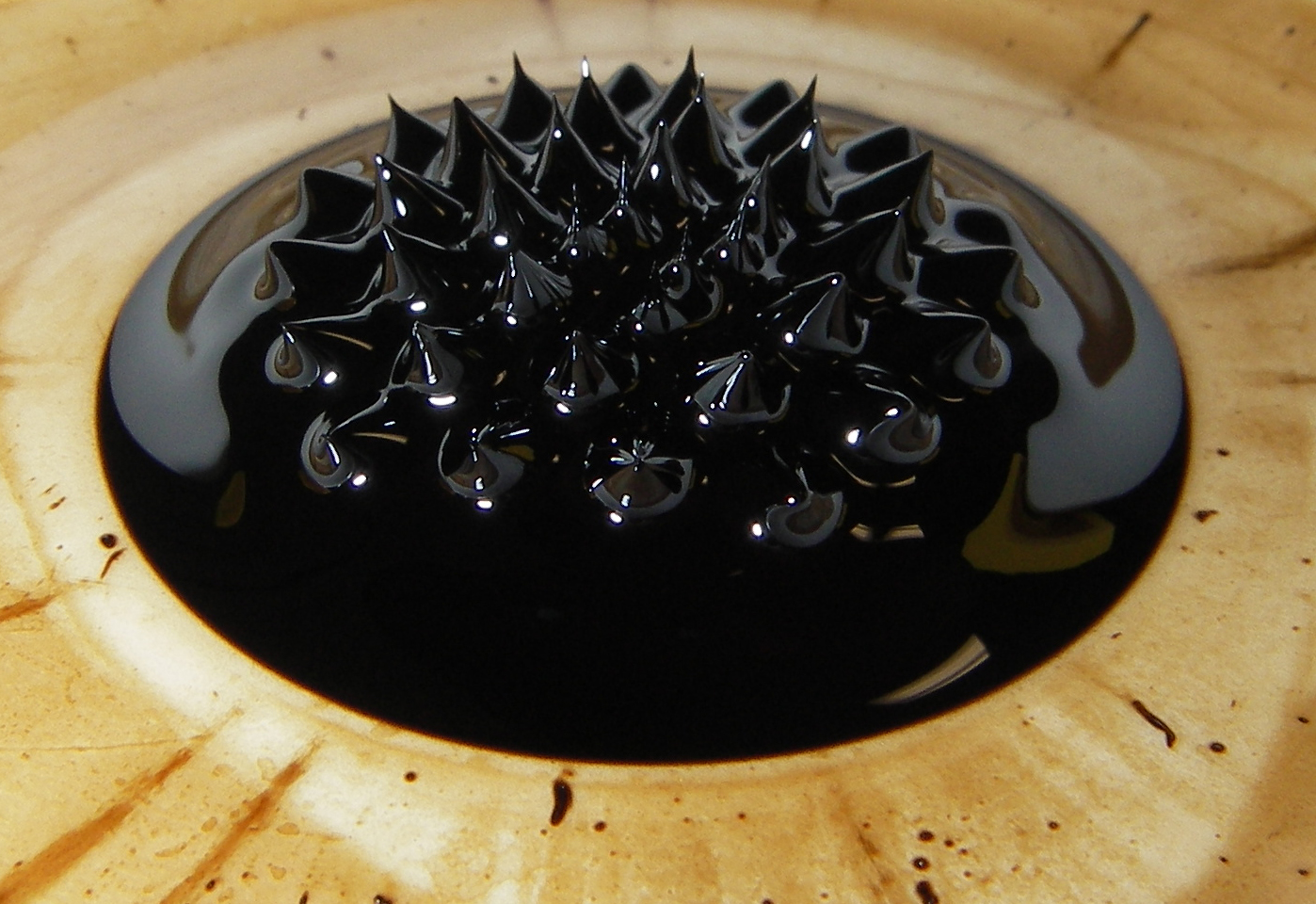
Ferrofluïdum over een neodymiummagneet

Ferrofluïda zijn vloeistoffen waarin magnetische nanodeeltjes zijn opgelost, waardoor ze aangetrokken worden door een magnetisch veld. De diameter van de deeltjes is meestal verdeeld rond 10 nanometer. Wanneer de deeltjes groter worden begint het magnetorheologisch effect mee te spelen en spreekt men over een magnetorheologisch fluïdum. Het gaat meestal over magnetiet, maar ook ijzer met een speciale coating om oxidatie tegen te gaan
Bij een ferrofluïdum is er geen ketenvorming tussen de deeltjes, doordat de willekeurige thermische beweging (brownse beweging) op die kleine schaal belangrijker wordt dan de magnetische aantrekkingskracht. Bovendien zijn de deeltjes gecoat met een surfactant om ze beter in suspensie te houden. Dat heeft als gevolg dat het fluïdum zich naar het sterkste magnetisch veld beweegt zolang de aantrekkingskracht groter is dan mogelijke tegenwerkende drukken of krachten.
Een belangrijk voordeel van ferrofluïda is dat ze niet degraderen. De deeltjes blijven jaren in suspensie.

## Toepassingen
- in luidsprekers om de luchtspleet rond de spoel op te vullen en tegelijkertijd als demping en koeling.
- in harde schijven als stofdichte afdichting.
- in de machinebouw als alternatief voor o-ringen als afsluiting rond een as.